# Бејслајн
Бејслајн је фреквенција на којој се специфично понашање или догађај одвија у природном стању, мерена пре било ког покушаја да се утиче на њу. Значајна као основна улазна информација пре започињања природних или друштвених експеримената.